# アジア大学囲碁選手権戦
アジア大学囲碁選手権戦（アジアだいがくいごせんしゅけんせん）は、日本、韓国、中国の大学の代表チームによる囲碁の大会。1990年に日本と韓国の代表チームによる日韓大学囲碁決戦が開始され、1992年から中国を加えて三国による大会となった。
- 主催 読売新聞社、全日本学生囲碁連盟
- 協力 韓国棋院、中国囲棋協会
- 後援 外務省、文部省、日本棋院、関西棋院
- 協賛 都築電気

## 日韓大学囲碁決戦
1990年1月に東京で開催され、日本の東北大学が韓国の建国大学に3-2で勝利した。
日本は全日本大学囲碁選手権優勝の東北大学、韓国は16校が参加した韓国大学対抗戦で優勝した建国大学（2位は延世大学）が代表となった。

## 第1回
1992年1月に東京芝で開催され、日本の東京大学、韓国の江原大学、中国の北京師範大学が出場した。
- 第1戦 東京大学 5-0 北京師範大学
- 第2戦 東京大学 4-1 江原大学
- 第3戦 江原大学 4-1 北京師範大学

1位東京大学(2-0)、2位江原大学(1-1)、3位北京師範大学(0-2)

## 第2回
1993年1月に北京で開催され、日本の東京大学、韓国のソウル大学、中国の上海外国語学院が出場した。
- 第1戦 東京大学 3-2 上海外国語学院
- 第2戦 ソウル大学 3-2 上海外国語学院
- 第3戦 東京大学 4-1 ソウル大学

1位東京大学(2-0)、2位ソウル大学(1-1)、3位上海外国語学院(0-2)

## 第3回
1994年1月にソウル市で開催され、日本の北海道大学、韓国の中央大学、中国の清華大学が出場した。
- 第1戦 清華大学 4-1 中央大学
- 第2戦 北海道大学 3-2 中央大学
- 第3戦 北海道大学 4-1 清華大学

1位北海道大学(2-0)、2位清華大学(1-1)、3位中央大学(0-2)

## 第4回
1995年1月に市ヶ谷で開催され、日本の東京大学、韓国の漢陽大学、中国の清華大学が出場した。
- 第1戦 東京大学 4-1 清華大学
- 第2戦 清華大学 3-2 漢陽大学
- 第3戦 東京大学 4-1 漢陽大学

1位東京大学(2-0)、2位清華大学(1-1)、3位漢陽大学(0-2)

## 第5回
1996年1月に北京で開催され、日本の北海道大学、韓国の外国語大学、中国の清華大学が出場した。
- 第1戦 北海道大学 4-1 外国語大学
- 第2戦 清華大学 5-0 外国語大学
- 第3戦 北海道大学 3-2 清華大学

1位北海道大学(2-0)、2位清華大学(1-1)、3位 外国語大学(0-2)

## 第6回
1997年1月に韓国利川市で開催され、日本の早稲田大学、韓国のソウル大学、中国の復旦大学が出場した。
- 第1戦復旦大学 4-1 ソウル大学
- 第2戦 早稲田大学 3-2 ソウル大学
- 第3戦 復旦大学 4-1 早稲田大学

1位復旦大学(2-0)、2位早稲田大学(1-1)、3位ソウル大学(0-2)

## 第7回
1998年1月に市ヶ谷で開催され、日本の京都大学、韓国のソウル大学、中国の清華大学が出場した。
- 第1戦 清華大学 5-0 京都大学
- 第2戦 ソウル大学 4-1 京都大学
- 第3戦 ソウル大学 5-9 清華大学

1位ソウル大学(2-0)、2位清華大学(1-1)、3位京都大学(0-2)

## 第8回
1999年1月に北京で開催され、日本の東京大学、韓国のソウル大学、中国の清華大学が出場した。（日本の全日本大学囲碁選手権優勝の京都大学が出場辞退したため、2位の東京大学が出場）
- 第1戦 清華大学 3-2 東京大学
- 第2戦 ソウル大学 4-1 東京大学
- 第3戦 清華大学 3-2 ソウル大学

1位清華大学(2-0)、2位 ソウル大学(1-1)、3位東京大学(0-2)